# Коновалов, Геннадий Александрович
Геннадий Александрович Конова́лов (р. 1952) — Доктор медицинских наук (1990), профессор (1998), российский учёный-медик, научный руководитель, Руководитель Центра диагностики и инновационных медицинских технологий Медси.
Профессор кафедры реаниматологии Учебно-научного центра Управления делами Президента РФ. Профессор кафедры трансфузиологии и проблем переливания крови Института усовершенствования врачей Национального медико-хирургического центра имени Н. И. Пирогова Росздрава.
Член правления Московского Общества Гемафереза. Член международного общества искусственных органов. Член правления Научного Общества Атеросклероза.

## Биография
Родился 14 марта 1952 года в посёлке Комсомольск (ныне р-н Тольятти, Самарская область). В 1975 году окончил лечебно-профилактический факультет Туркменского государственного медицинского института, в 1982 году — клиническую ординатуру по анестезиологии-реаниматологии в Научно-исследовательской лаборатории Общей реаниматологии АМН СССР.
Защитил кандидатскую диссертацию по применению изолированной ультрафильтрации у больных с почечной недостаточностью и сердечной недостаточностью у больных с ИБС под руководством академика В. А. Неговского и члена-корреспондента АМН СССР Г. П. Кулакова.
Докторскую диссертацию защитил в 1990 году во Всесоюзном Кардиологическом научном центре АМН. Тема — разработка и применение методов иммуносорбции в лечении тяжёлых форм атеросклероза.
В 1998 году получил звание профессора.
22 года проработал в Медицинском центре Управления делами Президента РФ консультантом и Главным специалистом по экстракорпоральным методам лечения.
Работал консультантом медицинских программ Американского международного союза здравоохранения.
Автор более 350 научных трудов и изобретений.

## Награды и премии
- Почётная грамота МЗ СССР (1989) — за образцовое проведение мероприятий по оказанию медицинской помощи пострадавшим во время землетрясения в Армении.
- премия Ленинского комсомола (1985) — за работу «Новые подходы к лечению рефрактерной сердечной недостаточности»
- премия Правительства РФ

## Монографии
- Коновалов Г. А., Романов А. Н., Соболев В. А. Ранний гемодиализ в лечении острых отравлений фосфороргапическими инсектицидами.// Здравоохранение Туркменистана, 1979, № 7, с. 34-35.
- Барсуков Ю. Ф., Коновалов Г. А., Борисов И. А., Мазнева Л. М., Михайлова Ы. А., Голованова О. Е. Применение лимфоцитоплазмофереза в терапии ревматоидного артрита.// Тезисы докладов 3 Всесоюзного съезда ревматологов, Вильнюс, сентябрь 1985 года, с. 106—107.
- Коновалов Г. А., Кухарчук В. В., Курданов Х. А., Ведерников А. Ю. с соавт. Предварительные результаты иммунофереза холестерина липопротеидов низкой плотности у трёх больных семейной гиперхолестеринемией.// 4 Всесоюзный съезд кардиологов, Москва, 1986, с. 140—141.
- Коновалов Г. А., Серинов И. А., Чебышев А. Н. Рогова Л. И., Абельцев В. П., Переярченко П. В., Гурьев В. Н. Опыт применения интраоперационной аутотрансфузии крови при операциях эндопротезирования тазобедренного сустава.// Научно-практическая конференция «Актуальные вопросы клинической медицины», с.44,1996.
- Г. А. Коновалов с соавт. Первый опыт проведения процедур Ig — афереза для лечения больных с дилятационной кардиомиопатией. Кремлёвская медицина (Клинический вестник). 2001 г.
- Г. А. Коновалов, Ю. Н. Беленков, П. В. Звёздкин, А. Н. Чебышев, С. Н. Сёмин, Ю. В. Кузнецова, И. Ю. Адамова, С. Г. Кипор, С. Н. Покровский. Аферез иммуноглобулинов — новый подход к лечению тяжёлых форм дилятационной кардиомиопатии. «Кардиология», 6, 2002г, с. 92-96.
- G.A. Konovalov, A.N. Chebyshev, V.V. Kukharchuk, I.Y. Adamova, O.I. Afanasieva, S.G.Kipor, S.N.Pokrovsky. LDL-APHERESIS BY IMMUNOADSORPTION WITH «LDL LIPOPAK» COLUMNS CAN LEAD STABILIZATION AND EVEN REGRESSION OF ATHEROSCLEROTIC PLAQUES IN CORONARY ARTERIES. ABSTRACTS 73 Congress of the European Atherosclerosis Society, Salzburg, 7-10 July, 2002, p. 140.
- G.A. Konovalov., Zvezdkin P., Gorenkova M., Chebyshev A., Smolnikov V., Golubeva N., Hayutina Т., Pokrovsky S. Clinical significance of the cascade plasmafiltration for the treatment of patients with metabolic syndrom. 9 th Congress of the World Apheresis Association, September 6-10, 2002 — Paris, abst.0129, p. 36.
- G.A. Konovalov and S.N. Pokrovsky. (Reprinted from) Long-term (14-years) Continuous Application of Statins by the Patients with Hypercholesterolaemia. Atherosclerosis: Risk Factors, Diagnosis, and Treatment. Salzburg (Austria), July 7-10, 2002, p. 317—320. Editors Gert Kostner, Karam M. Kostner., Monduzzi Editore.

## Повышение квалификации/курсы
- 2007 — Continuing Education in Cardiology/ Internal Medicine, EBAC
- 1996 — A course of instruction on Hygieia-Plasma and Haemofiltration System, Kimal Electronics Limited
- 1995 — The introductory workshop on Health services management, The American International Health Alliance and the Association of University Programs in Health administration
- 1993 — Externship in the Department of Operations and Administration and Hemodialysis and Blood Services, Florida Hospital Medical Center